# Cihat Ulus
Cihat Ulus (* 1. Februar 1990) ist ein türkischer Leichtathlet, der im Mittel- und Langstreckenlauf an den Start geht.

## Sportliche Laufbahn
Erste internationale Erfahrungen sammelte Cihat Ulus im Jahr 2007, als er bei den Jugendweltmeisterschaften in Ostrava in 1:50,84 min den fünften Platz im 800-Meter-Lauf belegte. Bei den Crosslauf-Weltmeisterschaften 2008 in Edinburgh lief er nach 25:01 min auf Rang 49 im U20-Rennen ein und anschließend schied er bei den Juniorenweltmeisterschaften in Bydgoszcz mit 1:52,72 min in der ersten Runde über 800 Meter aus und daraufhin siegte er bei den Balkan-Meisterschaften in Argos Orestiko in 1:48,36 min über 800 Meter. Im Jahr darauf belegte er bei den Balkan-Hallenmeisterschaften in Piräus in 1:54,69 min den vierten Platz über 800 Meter und  anschließend schied er bei den Junioreneuropameisterschaften in Novi Sad mit 1:54,40 min im Halbfinale aus und scheiterte im 1500-Meter-Lauf mit 3:55,46 min in der Vorrunde. Zudem belegte er mit der türkischen 4-mal-400-Meter-Staffel in 3:17,29 min den siebten Platz.
2011 belegte er bei den U23-Europameisterschaften in Ostrava in 3:52,29 min den neunten Platz über 1500 Meter und nahm daraufhin an der Sommer-Universiade in Shenzhen teil, bei der er über 800 Meter mit 1:50,30 min im Halbfinale ausschied und über 1500 Meter mit 3:54,97 min nicht über die erste Runde hinauskam. Im Jahr darauf siegte er bei den Balkan-Meisterschaften in Eskişehir in 8:30,77 min im 3000-Meter-Lauf und gewann über 1500 Meter in 4:04,43 min die Silbermedaille. 2014 belegte er dann bei den Balkan-Meisterschaften in Pitești in 14:28,01 min den vierten Platz über 5000 Meter und im Jahr darauf gewann er über diese Distanz in 14:20,92 min die Bronzemedaille. 2017 gewann er bei den Balkan-Meisterschaften in Novi Pazar in  14:37,01 min die Silbermedaille im 5000-Meter-Lauf und belegte über 3000 Meter in 8:34,52 min den fünften Platz. 2021 gewann er dann bei den Balkan-Hallenmeisterschaften in Istanbul in 8:10,69 min die Silbermedaille über 3000 Meter.
In den Jahren 2014 und 2015 wurde Ulus türkischer Meister im 5000-Meter-Lauf und 2008 siegte er über 1500 Meter.

## Persönliche Bestleistungen
- 800 Meter: 1:48,36 min, 20. Juli 2008 in Argos Orestiko
  - 800 Meter (Halle): 1:54,69 min, 21. Februar 2009 in Piräus
- 1500 Meter: 3:41,54 min, 5. Juli 2012 in Izmir
  - 1500 Meter (Halle): 3:55,25 min, 11. Februar 2011 in Mahiljou
- 3000 Meter: 8:13,53 min, 28. Juli 2013 in Stara Sagora
  - 3000 Meter (Halle): 8:10,69 min, 20. Februar 2021 in Istanbul
- 5000 Meter: 14:03,41 min, 9. Juni 2015 in Istanbul